# General Delgado
General Delgado, il cui nome è spesso scritto nella forma abbreviata Gral. Delgado, è un centro abitato del Paraguay, nel dipartimento di Itapúa. La località, che dista 288 km dalla capitale del paese Asunción, forma uno dei 30 distretti in cui è suddiviso il dipartimento.

## Popolazione
Al censimento del 2002 la località contava una popolazione urbana di 1.454 abitanti (6.611  nel distretto), secondo i dati della Dirección General de Estadística, Encuestas y Censos.

## Storia
La località, di cui si è persa la data di fondazione, è stata elevata al rango di distretto nel 1919 con il nome di San Luis; nel 1955 prese il nome di General Delgado in onore al generale paraguaiano José María Delgado, che partecipò all'ultima battaglia della guerra della Triplice Alleanza sul Cerro Corá.